# 克爾卡河

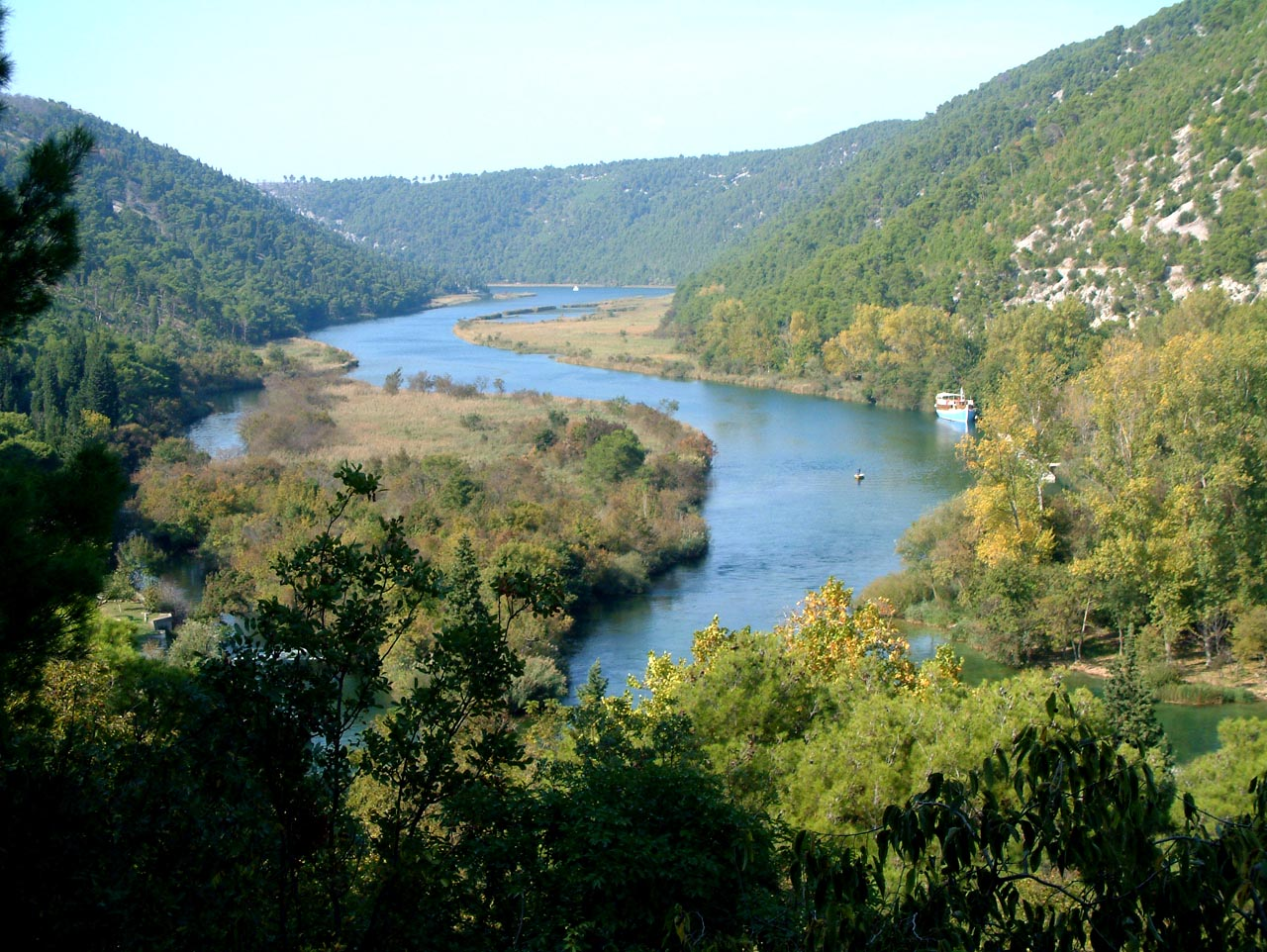

克爾卡河是克羅地亞的河流，位於達爾馬提亞地區，河道全長73公里，流域面積2,088平方公里，最終注入亞得里亞海，河道上有多座瀑布和水力發電站，河畔城鎮有斯克拉丁。
43°43′11″N 15°51′09″E / 43.7198°N 15.8526°E